# Hang 'Em High
Hang 'Em High (Brasil: A marca da forca/Território sem lei / Portugal: À Sombra da Forca) é um filme estadunidense de 1968 do gênero western, coescrito e produzido por Leonard Freeman e dirigido por Ted Post.

## Sinopse
No então território de Oklahoma em 1889, o vaqueiro Jed Cooper é quase enforcado por um grupo de homens que o acusam de matar um rancheiro e roubar o gado dele. Deixado pendurado na forca, ele é salvo quando o delegado Bliss chegou ao local. O delegado está à serviço do juiz Fenton, a autoridade máxima no território.
Ao chegar à corte do juiz, em Fort Grant, Cooper é libertado pois já haviam capturado o verdadeiro ladrão assassino. Mas Cooper quer vingança contra aqueles que quase lhe mataram. O juiz sabe que Cooper foi um homem da lei em outro Estado, e lhe propõe assumir o cargo de delegado. Assim, ele poderá perseguir seus atacantes legalmente. Mas o juiz faz questão de que eles sejam trazidos vivos para serem julgados. 

## Elenco
- Clint Eastwood — delegado Jed Cooper
- Inger Stevens — Rachel Warren
- Ed Begley — capitão Wilson
- Pat Hingle — juiz Fenton
- Ben Johnson — delegado Dave Bliss
- Charles McGraw — xerife Ray Calhoun
- Ruth White — Madame 'Peaches' Sophie
- Bruce Dern — Miller
- Alan Hale Jr. — Matt Stone, ferreiro
- Arlene Golonka — Jennifer, prostituta
- James Westerfield — prisioneiro velho
- Dennis Dengate— profeta
- L.Q. Jones — Loomis
- Michael O'Sullivan — prisioneiro Francis Elroy Duffy
- Joseph Sirola — Reno
- James MacArthur — pregador
- Bert Freed — carrasco Schmidt

## Produção
Primeiro filme da produtora Malpaso Company Film de Clint Eastwood. As filmagens ocorreram nos estúdios MGM e na região de Las Cruces, Novo México.